# Herbert Wurlitzer
La empresa Herbert Wurlitzer Manufaktur für Holzblasinstrumente GmbH es un fabricante de clarinetes alemán con sede en Neustadt an der Aisch (Baviera), con un segundo sitio de producción en Markneukirchen (Sajonia). Fue fundada en 1959 por Herbert Wurlitzer. Su padre, Fritz Wurlitzer, operaba desde la década de 1930 en Erlbach (actualmente, un distrito de Markneukirchen) una fábrica para la producción de clarinetes.
La compañía Wurlitzer fabrica clarinetes según el sistema alemán (sistema de digitación Oehler) y según el «sistema reformado Boehm». Este último, desarrollado por Fritz Wurlitzer a finales de la década de 1940, permite obtener un instrumento con el sistema francés de digitación (Boehm) y con el sonido de un clarinete Oehler, que corresponde a un instrumento histórico. Este tipo de clarinete ha hecho que los clarinetes Wurlitzer sean conocidos internacionalmente.

## Biografía
Herbert Wurlitzer, primer clarinetista de la Orquesta de la Gewandhaus de Leipzig, huyó de Alemania del Este en 1959 con su familia a la República Federal de Alemania. Aquí construyó una fábrica para la producción de clarinetes, como había aprendido de su padre en Erlbach (Vogtland).
Herbert Wurlitzer dirigió la compañía hasta su muerte, en 1989, junto con su esposa Ruth Wurlitzer. Después, esta última continuó el negocio junto con Bernd Wurlitzer, su yerno, como director comercial y su hijo Frank-Ulrich como director artístico. Tras la muerte de Ruth, en septiembre de 2014, Frank-Ulrich y Bernd Wurlitzer han seguido dirigiendo la compañía.

## Empresa
La extensa familia Wurlitzer (que también cuenta con una sucursal estadounidense, de la que procede la marca Wurlitzer para pianos eléctricos) fabrica instrumentos musicales desde hace varias generaciones.
La empresa Herbert Wurlitzer se hallaba inicialmente en Bubenreuth (Baviera), y en 1964 trasladó su sede a Neustadt an der Aisch. En 1992, la compañía construyó otro sitio de producción en Markneukirchen, ciudad a la que Erlbach fue incorporada y donde se basan numerosos fabricantes de instrumentos musicales. En este contexto, también se hizo cargo del antiguo taller de Fritz Wurlitzer, que se integró en la nueva producción tras un tiempo.
La compañía produce casi todos los clarinetes de la familia de clarinetes (con la excepción del muy raro clarinete de contrabajo y el clarinete contralto). Todos los instrumentos están hechos exclusivamente en madera, principalmente de granadilla, pero también están disponibles en cocobolo y boj. Se fabrican exclusivamente por encargo.
Herbert Wurlitzer adquirió con su empresa una posición importante a nivel nacional e internacional. Los principales países a los que exporta son los Países Bajos, Italia, España y Japón.
Los clarinetes Wurlitzer están representados en Alemania y algunos otros países en numerosas orquestas culturales.